# Club Nacional
Il Club Nacional è una società calcistica paraguaiana con sede nella città di Asunción. Milita nella Liga Paraguaya.
Il suo settore giovanile, che ha consentito che la squadra venisse soprannominata La Academia, fin dagli albori del club ha prodotto vari giocatori poi affermatisi ad alti livelli.

## Storia
Il club venne fondato ad Asunción il 5 giugno 1904 da un gruppo di studenti del Colegio Nacional de la Capital, una delle più antiche scuole pubbliche della capitale. Il nome scelto inizialmente per la neonata società fu Nacional Football Club. Come colore sociale venne adottato il bianco, il colore della divisa ufficiale della scuola frequentata dai fondatori, mentre per lo stemma vennero adottati i colori della bandiera paraguaiana.
Il Nacional è uno dei club storici del Paraguay e può vantare nove titoli nazionali, oltre a cinque partecipazioni alla Coppa Libertadores, di cui l'ultima nel 2014.

## Giocatori famosi
- Justo Villar
- Ángel Martínez

## Palmarès

### Competizioni nazionali
- Campionato paraguaiano: 9

1909, 1911, 1924, 1926, 1942, 1946, 2009 (Clausura), 2011 (Apertura), 2013 (Apertura)
- División Intermedia: 3

1979, 1989, 2003

### Altri piazzamenti
- Campionato paraguaiano:

Secondo posto: 1918, 1921, 1927, 1949, 1962, 1964, 1982, 1985, Apertura 2008, Clausura 2012
Terzo posto: Apertura 2021
- Copa Paraguay:

Finalista: 2022, 2024
Semifinalista: 2023
- División Intermedia:

Secondo posto: 1999
Terzo posto: 2001
- Coppa Libertadores:

Finalista: 2014

## Statistiche e record
- Coppa Libertadores

Sei partecipazioni: 1979, 1989, 2009, 2010, 2012 e 2014